# Mònica Terribas
Mònica Terribas i Sala (Barcelona, 16 de enero de 1968) es una periodista española. Entre otros cargos, fue la Directora de Televisió de Catalunya desde 2008 hasta 2012. En 2013 empezó a dirigir el programa de radio matinal El matí de Catalunya Ràdio de la cadena Catalunya Radio. En julio de 2020 anunció que renunciaba al año de contrato que le quedaba con la emisora y que no seguiría dirigiendo y presentando el programa a partir de septiembre. Actualmente, y desde 2022, también es vicepresidenta primera de la asociación cultural catalana Òmnium Cultural.

## Trayectoria profesional
Mònica Terribas es licenciada en Periodismo por la Universidad Autónoma de Barcelona y doctora por la Universidad de Stirling (Escocia) con la tesis «Television, national identity and the public sphere: a comparative study of Scottish and Catalan discussion programmes» («Televisión, identidad nacional y esfera pública: un estudio comparativo de los programas de debate escoceses y catalanes»).
Fue redactora en los servicios informativos de Cadena 13 hasta que en 1987 entró a trabajar en TV3 de la mano de Joaquím Maria Puyal como coordinadora, guionista o directora en programas como Tres pics i repicó, La vida en un xip, Un tomb per la vida, Persones humanes, Solvència contrastada, Som i serem, Avisa'ns quan arribi el 2000 o Temps era temps. De 2002 a 2008 presentó y dirigió el programa de análisis informativo de TV3 La nit al dia.
En mayo de 2008 fue elegida por unanimidad directora general de Televisió de Catalunya que abarca los canales TV3, El 33, 3/24, Esport3, Canal Super3 y 3XL. Ejerció el cargo hasta abril de 2012.
En diciembre de 2014, presentó: "La Marató" de TV3, junto a Quim Masferrer, dedicada a recaudar fondos para la investigación de las enfermedades del corazón. El programa llegó a recaudar 8.864.016€.
Es profesora titular del Departamento de Comunicación en la Universidad Pompeu Fabra donde ha sido Vicedecana de estudios de Periodismo. También forma parte del grupo de investigación Unitat d'Investigació en Comunicació Audiovisual (UNICA). 
En septiembre de 2013, inició su etapa como directora y presentadora del programa El matí de Catalunya ràdio en Catalunya Ràdio tomando el relevo de Manel Fuentes en el programa.
La Unión de Oficiales de la Guardia Civil denunció que en septiembre de 2017 Terribas hizo un llamamiento a los oyentes de su programa, El Matí,  y en particular a los transportistas, taxistas y demás trabajadores de la carretera para que informaran de los pasos y los movimientos de los coches de la Guardia Civil en Cataluña, para frenar las posibles operaciones relacionadas con el referéndum de independencia.
En julio de 2020 anunció que renunciaba al año de contrato que le faltaba y que en septiembre no continuaría con el programa a causa de que "los mecanismos de una máquina tan exigente como esta no se pueden permitir ningún chirrido, y menos ahora" considerando que "ahora chirrían". Tras el anuncio de su despedida recibió el apoyo entre otros políticos del los presidentes de la Generalidad de Cataluña Quim Torra y Carles Puigdemont.
Desde septiembre de 2021 participa como tertuliana en el programa El mon a Rac1 presentado por Jordi Basté en la emisora catalana Rac1.
El 26 de febrero de 2022 fue elegida vicepresidenta de la asociación independentista catalana Omnium Cultural.

## Premios
- 1995: accésit del VII Premio a la investigación sobre comunicación de masas del Centro de Investigación de la Comunicación (Cedic) de la Generalidad de Cataluña.
- 2002: Premi Serrat i Bonastre de televisión del Colegio de Ingenieros Industriales de Cataluña
- 2003: Premio Nacional de Periodismo
- 2003: Premio Ciudad de Tarragona de Comunicación
- 2004: Premio Zapping a la mejor conductora de informativos
- 2004: Premio de Comunicación Universidad Ramon Llull
- 2004: Premio 1924 de Comunicación Audiovisual, concedido por Ràdio Associació de Catalunya
- 2005: Premio Òmnium Cultural de televisión
- 2007: Premio Ciudad de Barcelona
- 2009: Premio Joaquim Regàs de Periodismo
- 2012: Memorial Francesc Macià